# ۱۹۵۹

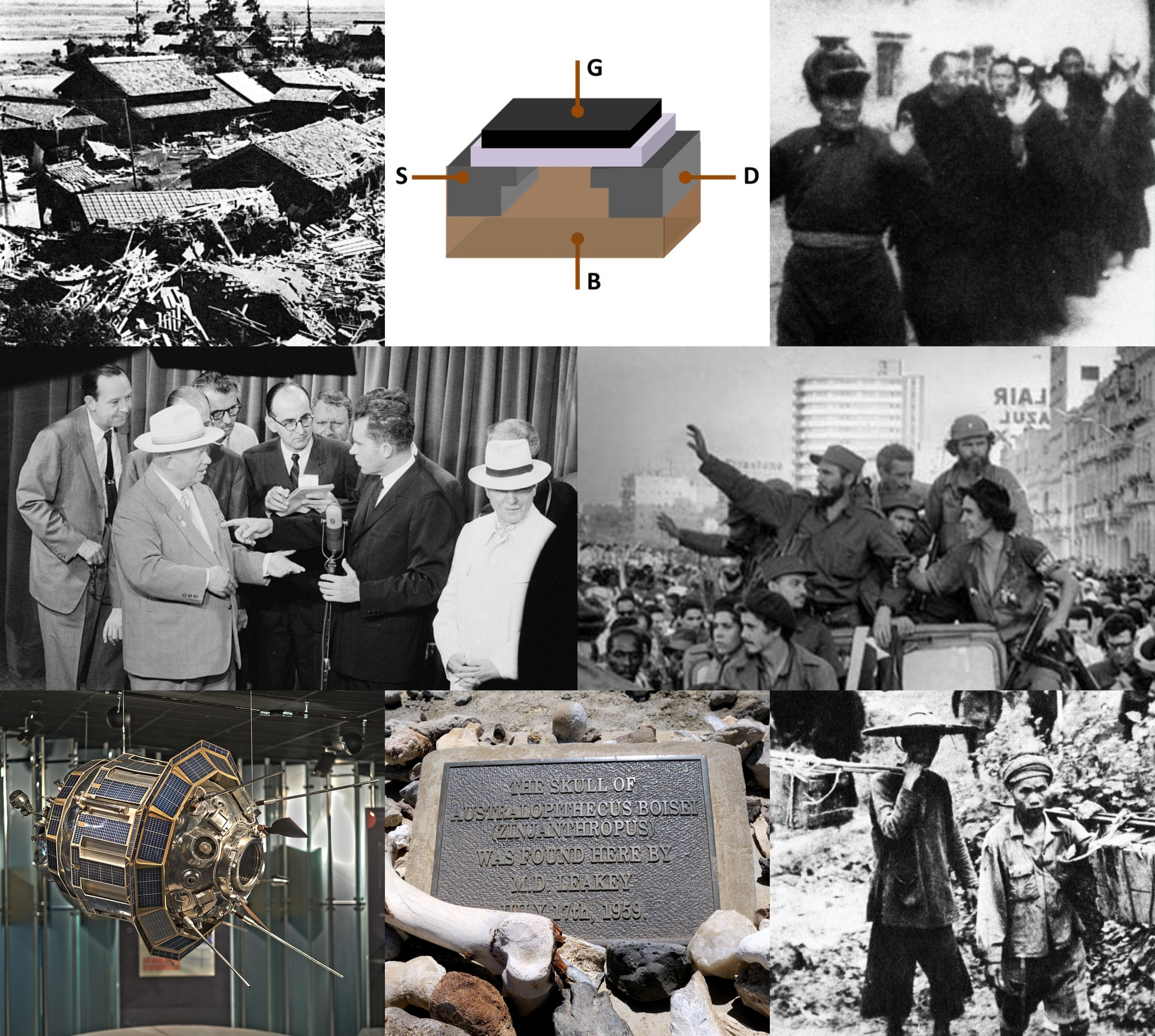

سال ۱۹۵۹ (هزار و نهصد و پنجاه و نه) میلادی، آخرین سال از دهه ۱۹۵۰ در  سده ۲۰ میلادی بود.

## رویدادها
- ۲ مارس- تهران - به آگاهی مسکو رساند پاراگراف ششم قرارداد ۱۹۲۱ که بر اساس آن نیروهای شوروی می‌توانند در شرایط ویژه‌ای وارد خاک ایران شوند دیگر اعتبار ندارد.
- ۱۷ آوریل - لوشان – محمد رضا شاه پهلوی کارخانه سیمان را می گشاید. تولید این کارخانه صد هزار تن در سال خواهد بود.
- ۲۷ آوریل - شیراز - نخستین سنگ بنای دانشگاه پهلوی شیراز نهاده شد. معماری این بنا ایرانی است.
- ۶ مه - شیراز – پایان ساختمان فرودگاه شیراز که تبدیل به فرودکاه بین‌المللی می‌شود.
- ۱۲ نوامبر - آبادان – پلی به درازای ۸۹۰ متر و پهنای ۱۲ متر آبادان را به خرمشهر وصل می‌کند.
- ۱۶ نوامبر - ایران – در ایران ۸۰۰۰ دبستان و ۱۱۰۰ دبیرستان وجود دارد.
- ۲۱ دسامبر - تهران – ازدواج محمد رضا شاه پهلوی و فرح دیبا.

## زادروزها
- ۱ ژانویه - نارک سارگسیان، معمار ارشد و سیاست‌مدار اهل ارمنستان
- ۱ ژانویه - عبدالاحد مهمند نخستین فضانورد افغان
- ۵ ژانویه – کلنسی براون، بازیگر آمریکایی
- ۱۶ ژانویه – شاده آدو، خواننده بریتانیایی
- ۲۲ ژانویه – لیندا بلر، بازیگر آمریکایی
- ۲۷ ژانویه – کیت اولبرمن، مجری تلویزیونی و نویسنده آمریکایی
- ۲۸ ژانویه - فرانک دارابونت کارگردان آمریکایی
- ۱۴ فوریه – رنه فلمینگ، خواننده آمریکایی
- ۱۶ فوریه – جان مک‌انرو، بازیکن تنیس آمریکایی
- ۱۸ فوریه – جین اتکینسون، بازیگر آمریکایی
- ۲۲ فوریه – کایل مک‌لاهال، بازیگر آمریکایی
- ۱ مارس – نیک گریفین، سیاست‌مدار بریتانیایی
- ۲۲ مارس – متیو موداین، بازیگر آمریکایی
- ۳۱ مارس – مارکوس ادیگر، زبان‌شناس، مترجم، نویسنده، و شاعر سوئیسی
- ۲ آوریل – بادو الزاکی، بازیکن فوتبال مراکشی
- ۳ آوریل – دیوید هاید پیرس، بازیگر آمریکایی
- ۱۷ آوریل – شان بین، صداپیشه و بازیگر بریتانیایی
- ۲۰ آوریل – کلینت هاوارد، بازیگر آمریکایی
- ۳۰ آوریل – استیون هارپر، سیاست‌مدار و اقتصاددان کانادایی
- ۱۲ مه – وینگ ریمز، بازیگر آمریکایی
- ۲۰ مه – اسرائیل کاماکاویوواولی، خواننده آمریکایی
- ۲۲ مه – موریسی، خواننده‌ی انگلیسی
- ۲۹ مه – روپرت اورت، تهیه‌کننده، بازیگر، و نویسنده بریتانیایی
- ۸ ژوئن – برنار وایت (هنرپیشه)، فیلمنامه‌نویس، بازیگر، و کارگردان آمریکایی
- ۳۰ ژوئن – وینسنت دن آفریو، بازیگر و خواننده آمریکایی
- ۱۴ ژوئیه – سوزانا مارتینز، سیاست‌مدار آمریکایی
- ۱۸ ژوئیه – مل پرسل، بازیکن تنیس آمریکایی
- ۲۹ ژوئیه  - سانجی دات  هنرپیشه هندی
- ۳ اوت – کویچی تاناکا، شیمی‌دان ژاپنی
- ۱۰ اوت – روزانا آرکت، تهیه‌کننده، بازیگر، و کارگردان آمریکایی
- ۱۵ اوت – اسکات آلتمن، افسر و فضانورد آمریکایی
- ۹ اکتبر – میکیل پاری، بازیگر آمریکایی
- ۲۱ اکتبر – کن واتانابه، بازیگر ژاپنی
- ۲۶ اکتبر – اوو مورالس، سیاست‌مدار بولیویایی
- ۲۷ اکتبر – ریک کارلایل، مربی بسکتبال، بازیکن بسکتبال، و ورزشکار آمریکایی
- ۳۱ اکتبر – نیل استیفنسن، نویسنده آمریکایی
- ۱۴ نوامبر – پل مک‌گان، بازیگر و کاشف بریتانیایی
- ۱۷ نوامبر – ویلیام آر موزز، بازیگر آمریکایی
- ۲۰ نوامبر – شان یانگ، بازیگر آمریکایی
- ۲۸ نوامبر – جود نلسن، بازیگر آمریکایی
- ۱۳ دسامبر – جانی ویتاکر، بازیگر آمریکایی
- ۲۲ دسامبر – برند شوستر، بازیکن فوتبال آلمانی
- ۲۴ دسامبر - آنیل کاپور بایگر هندی
- ۲۵ دسامبر – مایکل پی. اندرسون، افسر، فیزیک‌دان، و فضانورد آمریکایی (د. ۲۰۰۳)
- ۳۰ دسامبر – تریسی آلمن، کمدین، بازیگر، و خواننده بریتانیایی
- ۳۱ دسامبر - وال کیلمر بازیگر آمریکایی

## مرگ‌ها
- ۴ فوریه – اونا اوکانر (بازیگر)، بازیگر ایرلندی (ز. ۱۸۸۰)
- ۱۵ فوریه – اون ویلانز ریچاردسون، فیزیک‌دان بریتانیایی (ز. ۱۸۷۹)
- ۲۸ فوریه – مکسول اندرسون، فیلمنامه‌نویس آمریکایی (ز. ۱۸۸۸)
- ۳ مارس – لو کاستلو، تاریخ (ز. ۱۹۰۶)
- ۶ مارس – فرد استون، بازیگر آمریکایی (ز. ۱۸۷۳)
- ۲۱ مارس – ادوین بالمر، نویسنده آمریکایی (ز. ۱۸۸۳)
- ۲۶ مارس – ریموند چندلر، فیلمنامه‌نویس آمریکایی (ز. ۱۸۸۸)
- ۲۷ مارس – گرانت ویثرز، بازیگر آمریکایی (ز. ۱۹۰۵)
- ۹ آوریل – فرانک لوید رایت، مشهورترین معمار تاریخ آمریکا (ز. ۱۸۶۷)
- ۱۲ آوریل – جیمز گلیسون، بازیگر آمریکایی (ز. ۱۸۸۲)
- ۱۸ آوریل – اروینگ کامینگز، بازیگر و کارگردان آمریکایی (ز. ۱۸۸۸)
- ۲۴ مه – جان فاستر دالس، سیاست‌مدار و دیپلمات آمریکایی (ز. ۱۸۸۸)
- ۴ ژوئن – چارلز ویدور، کارگردان آمریکایی (ز. ۱۹۰۰)
- ۱۶ ژوئن – جرج ریوز، بازیگر آمریکایی (ز. ۱۹۱۴)
- ۱۸ ژوئن – اتل باریمور، بازیگر آمریکایی (ز. ۱۸۷۹)
- ۲۰ ژوئن – هیتوشی آشیدا، سیاست‌مدار و دیپلمات ژاپنی (ز. ۱۸۸۷)
- ۱۵ ژوئیه – ارنست بلوک، آهنگساز سوئیسی (ز. ۱۸۸۰)
- ۱۷ ژوئیه – بیلی هالیدی، خواننده آمریکایی (ز. ۱۹۱۵)
- ۶ اوت – پرستون استرجس، فیلمنامه‌نویس، نویسنده، و کارگردان آمریکایی (ز. ۱۸۹۸)
- ۱۱ سپتامبر – پال داگلاس (هنرپیشه)، بازیگر آمریکایی (ز. ۱۹۰۷)
- ۳۰ سپتامبر – تیلور هولمز، بازیگر آمریکایی (ز. ۱۸۷۸)
- ۷ اکتبر – ماریو لنزا، خواننده و بازیگر آمریکایی (ز. ۱۹۲۱)
- ۱۹ اکتبر – ابراهیم حکیمی، سیاست‌مدار ایرانی (ز. ۱۸۷۱)
- ۲۸ اکتبر – کامیلو سینفوئگوس، سرباز و سیاست‌مدار کوبایی (ز. ۱۹۳۲)
- ۱۵ نوامبر – چارلز تامسون ریس ویلسون، فیزیک‌دان بریتانیایی (ز. ۱۸۶۹)
- ۱۷ نوامبر – هیتور ویلالوبس، طراح رقص و آهنگساز برزیلی (ز. ۱۸۸۷)
- ۲۱ نوامبر – مکس بائر (مشت زن)، بازیگر و بوکسور آمریکایی (ز. ۱۹۰۹)
- ۲۵ نوامبر – ژرار فیلیپ، بازیگر فرانسوی (ز. ۱۹۲۲)